# 1669 Dagmar
1669 Dagmar este un asteroid din centura principală, descoperit pe 7 septembrie 1934, de Karl Reinmuth.